# Francesc Triola i Torres
Francesc Triola Torres (Ripoll, Ripollès, 3 de maig de 1960) periodista ha estat director general de COM Ràdio, ha dirigit diverses emissores de proximitat i ha treballat a Cadena 13, RNE, TVE i ETB. Va dirigir el programa TotsxTots a COM Ràdio fins a l'any 2007.
Ha rebut la Menció Honorífica de l'Institut Català de Drets Humans per a la divulgació i defensa dels drets fonamentals, el Premi Comunicació i Benestar Social 2000 de l'Ajuntament de Barcelona, el Premi Joan Alsina de Drets Humans atorgat per ASOPXI, el premi Joan Pallarés a Mitjans de comunicació per la divulgació social. i el premi de la Fundació FECAC.
Ha estat membre de la Junta de Govern del Col·legi de Periodistes de Catalunya i degà en funcions fins a les eleccions del 2006.
Va posar en marxa durant el seu mandat a COM Ràdio el primer canal (LatinCOM) dedicat als nouvinguts en OM i la plataforma Sindicada 2.0 que permet la distribució asincrònica de productes de COMRàdio, ofereix nous formats per complementar la producció pròpia de les emissores municipals, promociona les produccions audiovisuals locals i serveix per intercanviar produccions entre emissores municipals.
Com a consultor audiovisual independent ha participat en les III Jornades de Ràdio 2.0 celebrades a Madrid el 30 d'octubre de 2012